# Karel Starc
Karl Starc, slovenski pesnik in dramatik, * 5. januar 1920, Studenci, † (?) 1944, (?), Rusija.

## Življenjepis
Starc je na ljubljanski univerzi študiral kemijo. Med drugo svetovno vojno je bil odpeljan na prisilno delo v avstrijski Leoben od tam je pobegnil na Dunaj in bil oktobra 1942 vpoklican v Wehrmacht. Bojeval se je v Rusiji, kjer je prebežal na rusko stran, od koder se je 1944 za njim izgubila sled.

## Literarno delo
Starc je prve pesmi objavljal že pred vojno, največ pa je ustvarjal na Dunaju. Njegove predvsem lirično razmišljajoče pesmi so v posebnih vojnih okoliščinah dobile usodnostne poteze. Posmrtno je leta 1995 izšla njegova zbirka pesmi Prezgodnje slovo (urednik F. Filipič).
Iz dunajske dobe izpričani drami Preizkus s človekom in Niti eden, ki bi bil mrtev. Za prvo delo rokopis ni ohranjen, v drugem delu pa avtor v poetičnem jeziku obravnava slabosti prevojne meščanske družbe.